# Ixora phuluangensis
Ixora phuluangensis är en måreväxtart som beskrevs av Chamch.. Ixora phuluangensis ingår i släktet Ixora och familjen måreväxter. Inga underarter finns listade i Catalogue of Life.